# 変わらない君でいて
『変わらない君でいて』（かわらないきみでいて）は、相田早智子による日本の漫画作品。『恋愛楽園ピュア』、『恋愛学園PURE』、『恋愛宣言PINKY』連載、携帯電話サイトに掲載。短編連作シリーズ。『君がそばにいるだけで』『わがまま欲情キスマーク』というタイトルで掲載されていることもある。

## 概要
天然小悪魔系少女・一加と彼氏・公の2人が周囲の人達を巻き込んでいくラブコメディ。ティーンズラブ作品であるため、必ず一加と公のHシーンがある。

## 登場人物
藤崎一加（ふじさきいちか）
当作品の主人公・18才。調理師専門学校1年生（通う前はとんでもない料理で周りに迷惑を掛けていた）。専門学校入学を機に公と同棲生活を始める。両親（父親：ジロー、母親：七緒）はノミの夫婦で若く、友達のような付き合いをしている。背が小さく中学生に勘違いされる事も多い。
篠原公（しのはらこう）
一加の幼馴染でひとつ年上の大学生。帰省の際に、不良に絡まれた一加を救ったのがきっかけで、お互いの想いを打ち明けつき合うことになった。法学部在籍中のため、法律事務所でアルバイトをしている。一加とつき合う前の彼女は5人。
嶋田征一郎（しまだせいいちろう）
公の同級生。冷静・毒舌が持ち味。公と同じ法律事務所でアルバイトをしている。
安永智則（やすながとものり）
公の同級生。筋金入りの一加ファン。
二階堂実（にかいどうみのる）
公の同級生。通称みのっち。同棲中の彼女と喧嘩し追い出され、一加と公の家へ転がり込んできたことがある。一加の父に似ている。
小倉栄子（おぐらえいこ）
公の同級生・元カノで一加とは犬猿の仲。料理が苦手。
千洋（ちひろ）
公の同級生。惚れっぽく、公・嶋田兄弟・安永はつきまとわれたことがある。
嶋田涼平（しまだりょうへい）
一加の同級生。征一郎の弟。
河野結（こうのゆい）
一加の同級生。中学からの友達。
東城勇（とうじょういさみ）
公がアルバイトをしている法律事務所の弁護士。億ションに住んでいる。
梅宮園子（うめみやそのこ）
公がアルバイトをしている法律事務所の弁護士。
林未知流（はやしみちる）
公がアルバイトをしている法律事務所の受付嬢。昔体重が80kgだったことがある。
佐倉万理江（さくらまりえ）
公の元カノだったが、また公を好きになり一加と別れさせようとする。佐倉グループの社長令嬢で子会社の社長。
佐倉兆治（さくらちょうじ）
佐倉グループ会長で一加の祖父。自分の機嫌で日本経済くらい自由に操れる。
吉門銀次（よしかどぎんじ）
一加のアルバイト先、BAR『GIN』のマスター。元暴走族のNo.2でバーは事実上、族メンバーの溜まり場でしかない。ブルセラショップに連れ込まれそうになった所をたすける。妻と娘の璃子と3人暮らし。

## 書籍情報
- 相田早智子 『変わらない君でいて』シリーズ 既刊

1. 『変わらない君でいて』 2005年02月01日発売、平和出版《ハートフルコミックス》ISBN 4860561376 ※ダイトコミックスより再版 (ISBN 978-4-88653-959-5)
2. 『君がそばにいるだけで～変わらない君でいて2～』 2005年11月01日発売、平和出版《ハートフルコミックス》ISBN: 4860561686 (9784860561680)
3. 『小悪魔な君とラブソング～変わらない君でいてシリーズ～』 2007年09月18日発売、徳間書店《トクマコミックスPUREセレクション》ISBN 978-4-19-780414-6
4. 『小悪魔な君とラブレッスン～変わらない君でいて2～』 2008年11月18日発売、《トクマコミックスPUREセレクション》ISBN 978-4-19-780430-6
5. 『誘惑キス～変わらない君でいて～』 2011年04月25日発売、ISBN 978-4-88653-952-6（DAITO COMICS TLシリーズ）（発行元：秋水社 発売：大都社）
6. 『欲情キス～変わらない君でいて～』 2012年02月25日発売、ISBN 978-4-88653-968-7（DAITO COMICS TLシリーズ）
7. 『快感キス～変わらない君でいて～』 2013年04月26日発売、ISBN 978-4-86495-002-2（DAITO COMICS TLシリーズ）
8. 『濃密キス～変わらない君でいて～』 2014年01月14日発売、ISBN 978-4-86495-032-9（DAITO COMICS TLシリーズ）
9. 『蜜甘キス～変わらない君でいて～』 2015年02月23日発売、ISBN 978-4-86495-082-4（DAITO COMICS TLシリーズ）
10. 『潤愛キス～変わらない君でいて～』 2016年11月14日発売、ISBN 978-4-86495-157-9（DAITO COMICS TLシリーズ）
11. 『束縛キス～変わらない君でいて～』 2017年02月13日発売、ISBN 978-4864951692（DAITO COMICS TLシリーズ）

※『恋愛宣言PINKY』(2010年～)連載分は『わがまま欲情キスマーク』のタイトルでの電子書籍販売（大都社／秋水社）もされている。